# Vitoria de Colonia
La Goleta Vitoria de Colonia fue un navío al servicio de la Armada del Imperio del Brasil durante la guerra con la República Argentina.

## Historia
La pequeña goleta Vitoria de Colonia fue asignada a la Tercera División que comandada por Jacinto Roque de Sena Pereira debía operar sobre el Río Uruguay.
En la Batalla de Juncal librada los días 8 y 9 de febrero de 1827 la escuadra argentina al mando de Guillermo Brown destruyó a la Tercera División imperial.

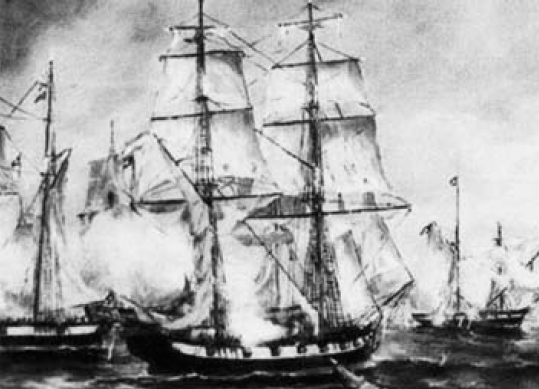
Batalla de Juncal.

Durante el combate del día 9, el Bergantín Balcarce, al mando del capitán Francisco José Seguí, se lanzó sobre el Bergantín Dona Januária al mando de Pedro Antonio Carvalho, y con una descarga de banda pronto consiguió destrozar su bauprés y con la siguiente derribó el trinquete y causó tales averías que la embarcación estaba pronta a zozobrar. Sena Pereira ordenó a la Vitoria de Colonia remolcar el bergantín para alejarlo de la lucha, pero Brown ordenó a la goleta Uruguay tomar posición para impedirlo.
Capturadas las principales naves brasileras, los buques sobrevivientes se dispersaron. La Vitoria de Colonia junto a la Cañonera Atrevida fueron los únicos buques que sobrevivieron a la persecución de la escuadra republicana, arribando a Colonia del Sacramento el 14 de febrero.